# Loboikivka, Petrîkivka
Loboikivka (în ucraineană Лобойківка) este o comună în raionul Petrîkivka, regiunea Dnipropetrovsk, Ucraina, formată numai din satul de reședință.

## Demografie
Componența lingvistică a satului Loboikivka
     Ucraineană (95,14%)
     Rusă (4,04%)
     Alte limbi (0,33%)
Conform recensământului din 2001, majoritatea populației satului Loboikivka era vorbitoare de ucraineană (95,14%), existând în minoritate și vorbitori de rusă (4,04%).